# Peter Shire
Peter Shire (Los Ángeles, 1947) es un artista que vive en Los Ángeles, es un ceramista y diseñador estadounidense,asociado con el grupo de diseño Memphis, con sede en Milán, y es mejor conocido por sus diseños de muebles y teteras geométricos de colores brillantes.
Shire nació en el distrito Echo Park de Los Ángeles, donde vive y trabaja actualmente. Su escultura, mobiliario y cerámica se han expuesto en Estados Unidos, Italia, Francia, Japón y Polonia.  Su trabajo incluye una escultura en Elysian Park para honrar el trabajo realizado por Grace Simons y Peter Glass que mantuvo el parque abierto como espacio verde. 

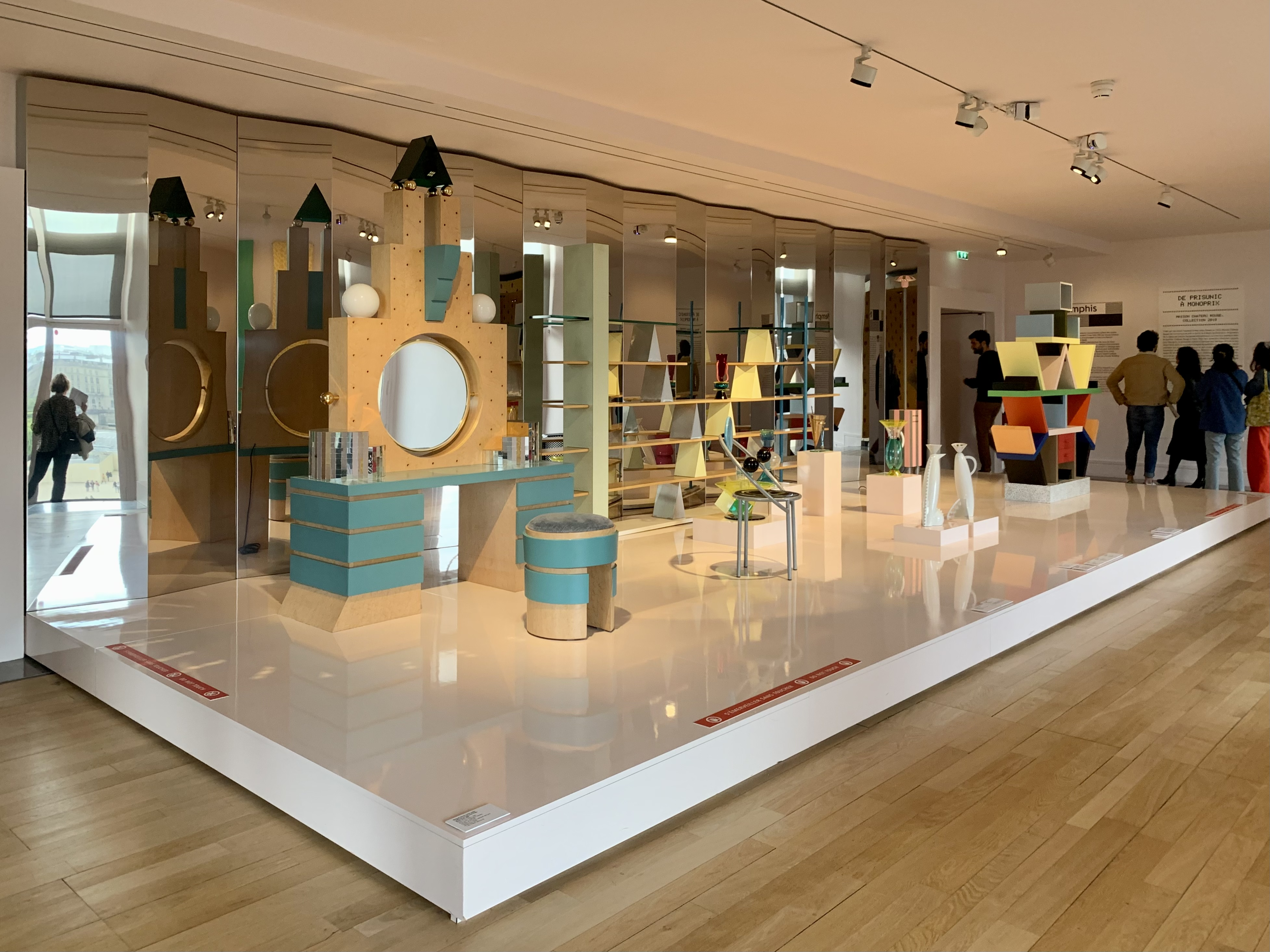
Colección del Grupo Memphis del Musée des Arts Décoratifs de París

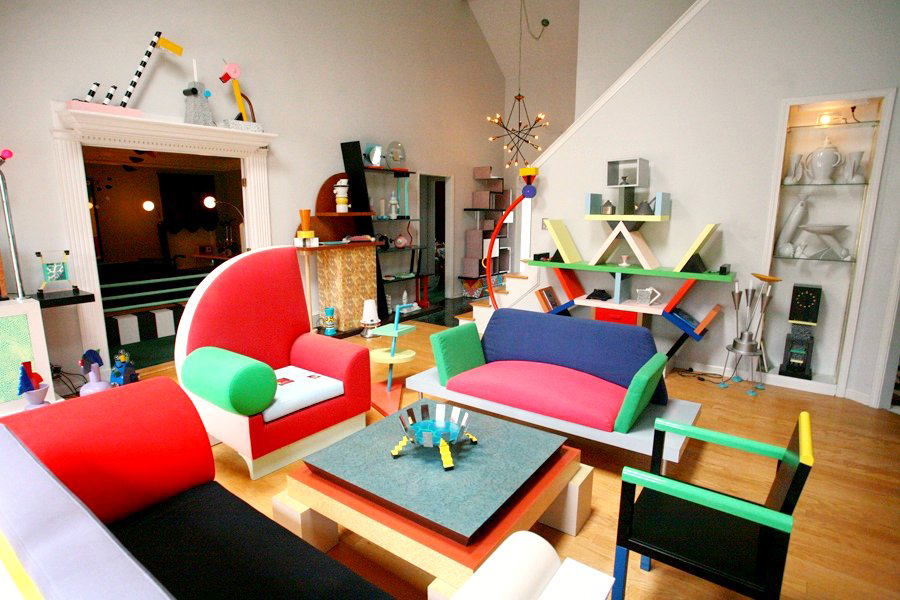
En el centro sillón Bel Air diseñado por Peter Shire para el Grupo Memphis

Shire ha estado asociado con el grupo de diseñadores de Memphis , ha trabajado en el equipo de diseño para los Juegos Olímpicos de Verano de 1984 con el Instituto Americano de Arquitectos y ha diseñado esculturas públicas en Los Ángeles y otras ciudades de California. Shire ha sido honrado con premios por su contribución a la vida cultural de la ciudad de Los Ángeles. Aunque Shire realizó muchos diseños exitosos para Memphis, su mayor éxito para el grupo fue sin lugar a dudas la sillón Bel Air, introducida en la segunda colección del grupo en 1982.  Con su respaldo de aleta de tiburón y su pie de pelota de playa, inmediatamente se convirtió en un clásico del diseño posmoderno e incluso fue aparece en la portada del primer libro de Memphis.  La tela de tapicería elástica y de colores brillantes procedía de un fabricante de paraguas local.
En 2019, el trabajo de Shire se exhibió en el Museo de Arte Contemporáneo de Tucson, Arizona.